# Tessala
Tessala (em árabe: تسالة) é uma comuna localizada na província de Sidi Bel Abbès, Argélia. De acordo com o censo de 2008, a população total da cidade era de 7 499 habitantes.